# Ernesto Guida
Ernesto Guida (* 12. September 1926 in Neapel; † 2013) war ein italienischer Drehbuchautor und Filmregisseur.

## Leben
Noch als Oberschüler war Guida als Volontär-Regieassistent für Gennaro Righelli an dessen Storia di una capinera beteiligt, bei dem er auch nach dem Ende des Zweiten Weltkrieges in dieser Funktion weiterarbeitete. Hauptsächlich wirkte er in diesen Jahren allerdings als Leitender Redakteur der Zeitschriften „Anteprima“ und „Politeama“. Ab 1950 verstärkte sich sein Engagement als Regieassistent, nun u. a. für Giacomo Gentilomo und Mario Bonnard. Fünf Jahre später schrieb er ein erstes Drehbuch; einige weitere für Filme verschiedener Genres folgten. Die interessantesten darunter entstanden für Regisseur Giuseppe Maria Scotese. 1968 führte er bei Un amico Regie, der Geschichte einer Freundschaft zwischen einem Kind und einem Erwachsenen. Nach einem Intermezzo beim Fernsehen, für das er gelegentlich schon früher gearbeitet hatte, wurde zwanzig Jahre nach seinem Regiedebüt auf dem Filmfestival Salerno sein Film Il segreto dell’uomo solitaio aufgeführt, der dann allerdings in nur wenigen Kinosälen lief.
Guida war auch als Theaterregisseur tätig.

## Filmografie (Auswahl)

### Regie
- 1968: Un amico
- 1988: Il segreto dell’uomo solitario

### Drehbuch
- 1960: Liebe am Ende der Welt (Questo amore ai confini del mondo)
- 1961: Konstantin der Große (Costantino il grande)
- 1962: Die gewaltigen Sieben (Maciste il gladiatore più forte del mondo)
- 1964: Revanche für Spartacus (La vendetta di Spartacus)
- 1967: LSD – Paradies für 5 Dollar (Acid – Delirio dei sensi)